# Лорд-наместник
Лорд-наместник или лорд-лейтенант (англ. lord-lieutenant) — персональный представитель монарха Великобритании в крупной административной единице. Круг обязанностей лорда-наместника, в зависимости от времени и обстоятельств, сильно менялся. Изначально со времен короля Генриха VIII (по другим данным, Эдуарда VI) наместники вместо шерифов стали отвечать за ополчение, выставляемое подчиненным каждому из них графством, назначали офицеров ополчения и должны были им командовать. С 1871 г. по закону в Вооруженных силах носители этой должности не имели реальных властных полномочий, лишь рекомендуя офицеров монарху. Они были также номинальными хранителями документов (лат. custos rotulorum) графства и следили за назначением мировых судей в нём. 
Фактически это почётный титул номинального главы судебной и исполнительной власти на соответствующей территории.
В настоящее время административные единицы Англии, в которые назначается лорд-наместник, называются церемониальными графствами.